# Tafari Bante
Tafari Bante o Benti (Addis Abeba, ottobre 1921 – Addis Abeba, 3 febbraio 1977) è stato un politico e generale etiope, è stato Capo di stato dell'Etiopia (28 novembre 1974-3 febbraio 1977), e Presidente del Derg, la giunta militare che ha governato l'Etiopia dal 1974 al 1987.
Il suo titolo ufficiale era "presidente del consiglio provvisorio amministrativo militare".